# Barbey-Seroux
Barbey-Seroux là một xã, nằm ở tỉnh Vosges trong vùng Grand Est của Pháp. Xã này có diện tích 7,32 km², dân số năm 1999 là 116 người. Xã này nằm ở khu vực có độ cao trung bình 600 m trên mực nước biển.

## Biến động dân số
| 1968                                         | 1975 | 1982 | 1990 | 1999 |
| -------------------------------------------- | ---- | ---- | ---- | ---- |
| 121                                          | 109  | 111  | 115  | 116  |
| Số liệu từ năm 1968: Dân số không tính trùng |      |      |      |      |